# Tenby
Tenby (en anglais) ou Dinbych-y-pysgod (en gallois) est une ville et une communauté du Pembrokeshire, au pays de Galles. C'est une station balnéaire sur le littoral de la baie de Carmarthen.

## Toponymie
Tenby, attesté sous la forme Dinbych vers 1275, est la forme anglicisée d'un nom gallois signifiant « petit fort », de din « fort » et bych « petit ». La ville de Denbigh, dans le pays de Galles septentrional, partage la même étymologie. La précision y-pysgod « des poissons » rappelle que Tenby est à l'origine un port de pêche.

## Géographie
Tenby est située dans le sud-est du Pembrokeshire, sur le littoral de la baie de Carmarthen, au sein du parc national côtier du Pembrokeshire. Le chef-lieu du comté, Haverfordwest, est situé à une vingtaine de kilomètres au nord-ouest. Elle se trouve au sud du Landsker, la frontière linguistique qui sépare historiquement la partie à dominante galloisante de celle à dominante anglophone (« Little England beyond Wales (en) ») du Pembrokeshire.
Elle se trouve à l'extrémité méridionale de la route A478 (en), qui traverse le Pembrokeshire du sud au nord jusqu'à Cardigan. Une branche de la West Wales line (en) passe par la gare de Tenby (en).
La communauté de Tenby comprend l'île de Caldey, reliée au port par ferry, ainsi que l'île Sainte-Catherine, avec son fort de 1869, qui est accessible à marée basse.

## Politique
Pour les élections locales, la communauté de Tenby est partagée entre deux wards (districts électoraux) appelés Tenby North et Tenby South, chacun élisant un des 60 membres du conseil de comté du Pembrokeshire (en). Lors des élections locales de 2022, ces deux sièges sont remportés respectivement par Michael Williams, du Plaid Cymru (élu sans opposition), et l'indépendant Sam Skyrme-Blackhall.
Pour les élections à la Chambre des communes, Tenby appartient à la circonscription de Mid and South Pembrokeshire depuis les élections générales de 2024.
Pour les élections au Parlement gallois, Tenby est rattachée à la circonscription de Carmarthen West and South Pembrokeshire.

## Démographie
Au recensement de 2011, la communauté de Tenby comptait 4 696 habitants.

## Culture locale et patrimoine

### Lieux et monuments
La communauté de Tenby comprend plus de 300  monuments classés. Le château de Tenby (en), construit sur un promontoire rocheux surplombant la mer à l'est de la ville, remonte au XIIIe siècle. Ses ruines constituent un monument classé de grade II* depuis 1951. Les restes des remparts de Tenby (en), eux aussi édifiés au XIIIe siècle, sont un monument classé de grade I depuis 2002 en raison de leur état de conservation exceptionnel.
Les îles proches de Tenby abritent aussi des monuments protégés. La forteresse de St Catherine's Fort est édifiée entre 1868 et 1870 sur St Catherine's Island. Elle fait partie des forts Palmerston construits pour défendre le Royaume-Uni d'une éventuelle invasion par le Second Empire de Napoléon III. Converti en résidence privée au XXe siècle, c'est un monument classé de grade II* depuis 1951. L'île de Caldey abrite quant à elle deux sites monastiques : le prieuré de Caldey (en) (monument classé de grade I depuis 1970), établissement de l'ordre de Tiron fondé au XIIe siècle et dissous en 1539, et l'abbaye de Caldey (monument classé de grade II* depuis 1996), monastère fondé en 1910 et occupé depuis 1929 par des trappistes.

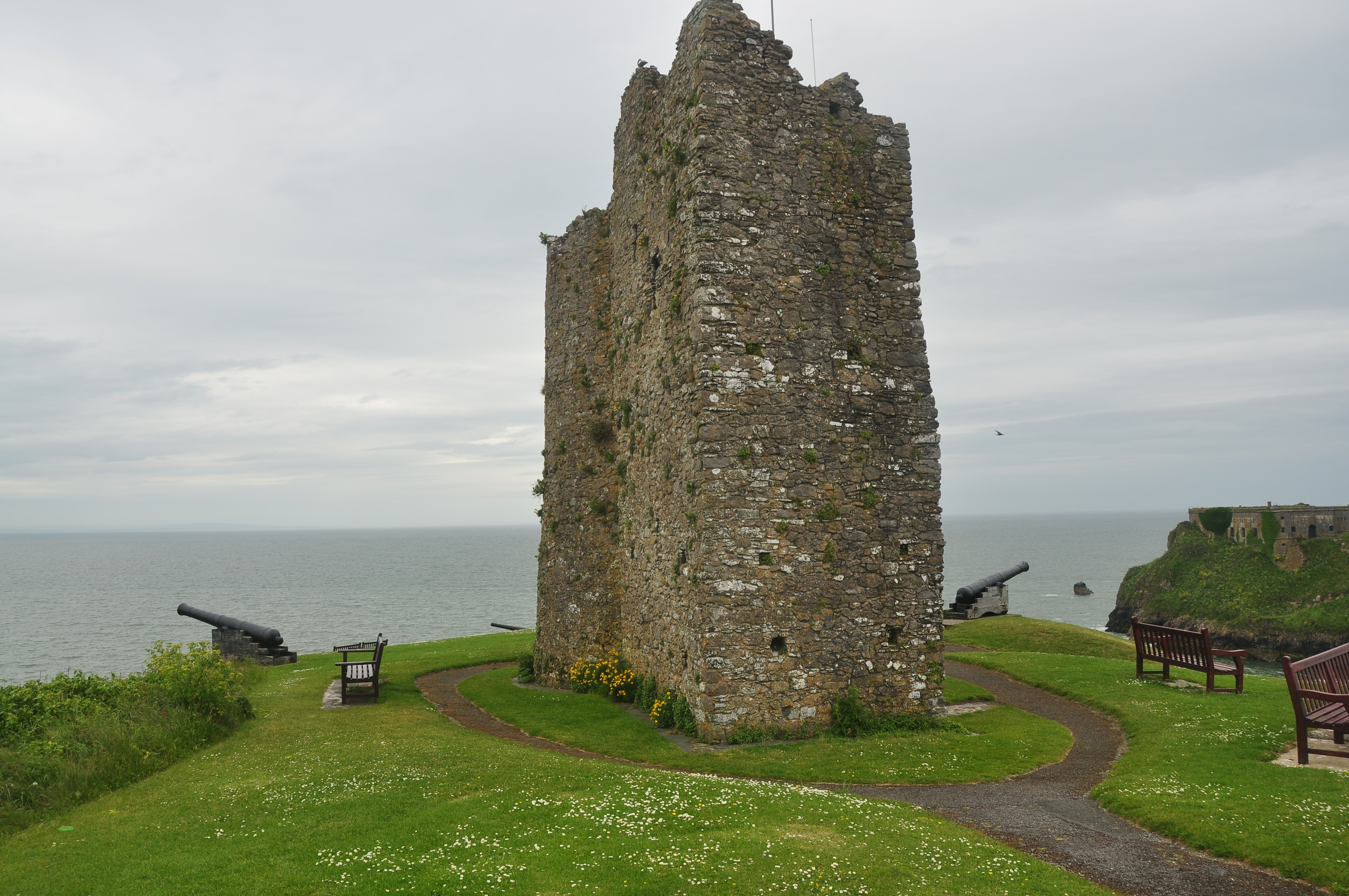
Les ruines du château de Tenby (en).
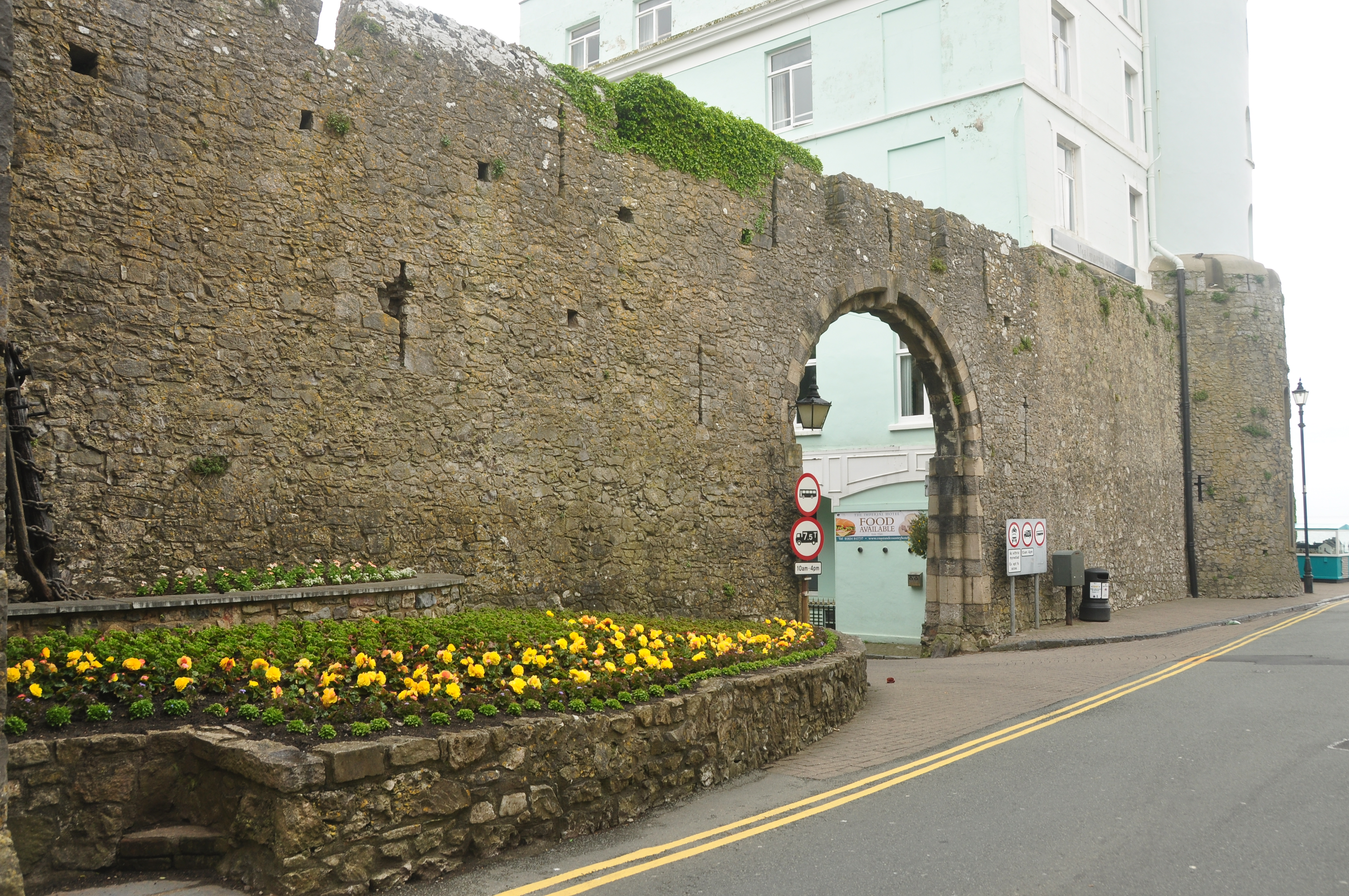
Un fragment des remparts de Tenby (en).
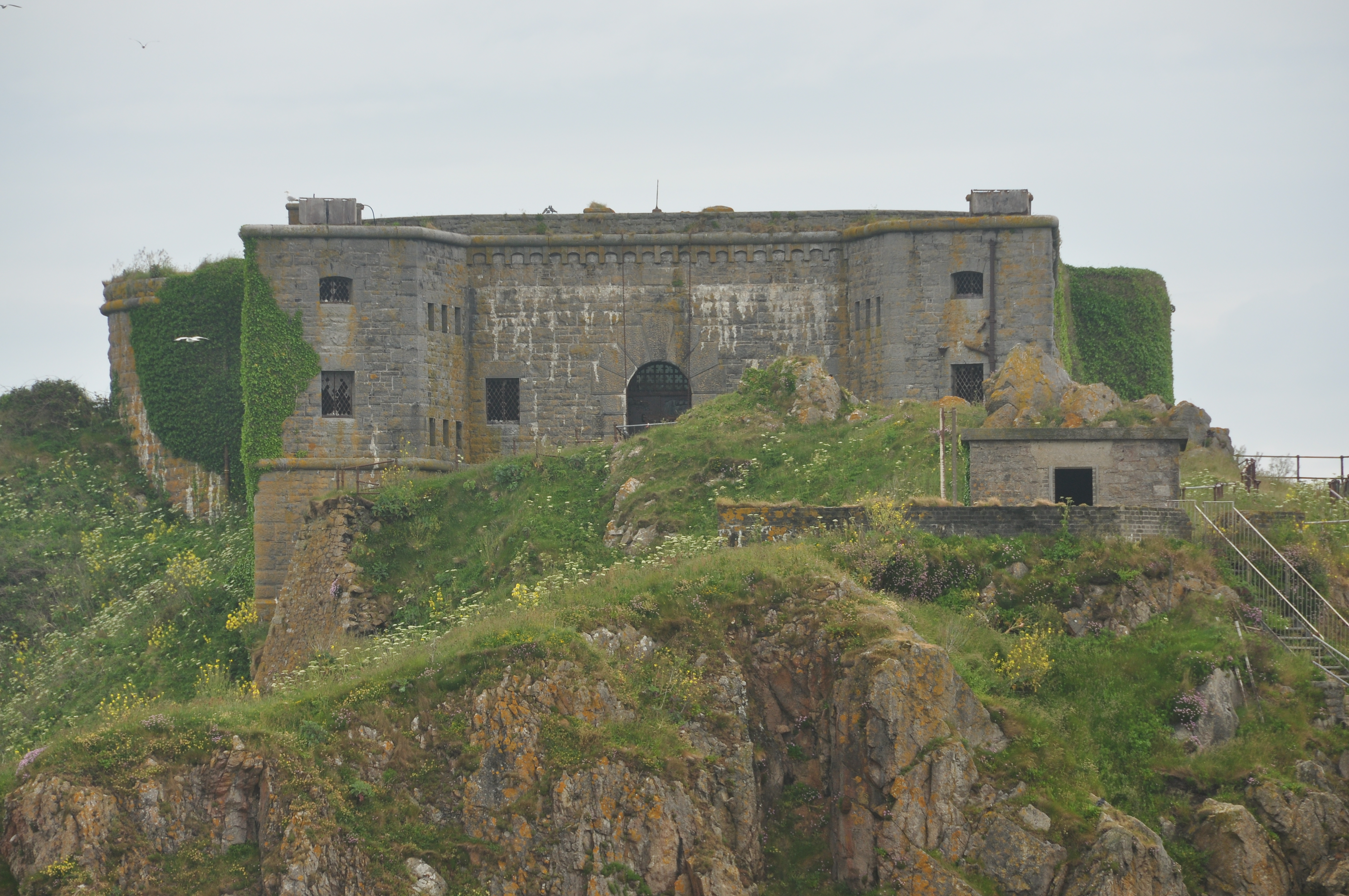
St Catherine's Fort.
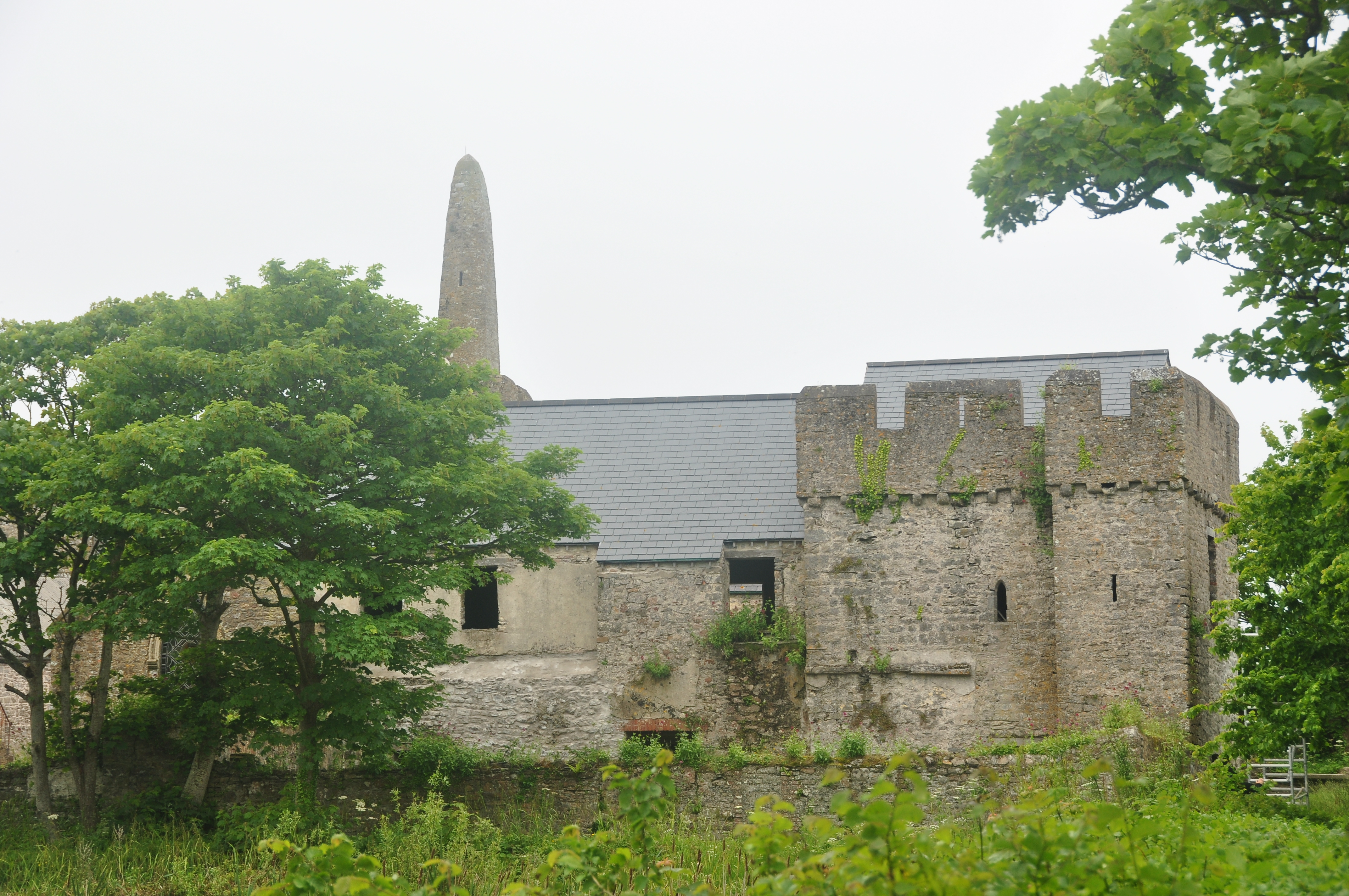
Le prieuré de Caldey (en).
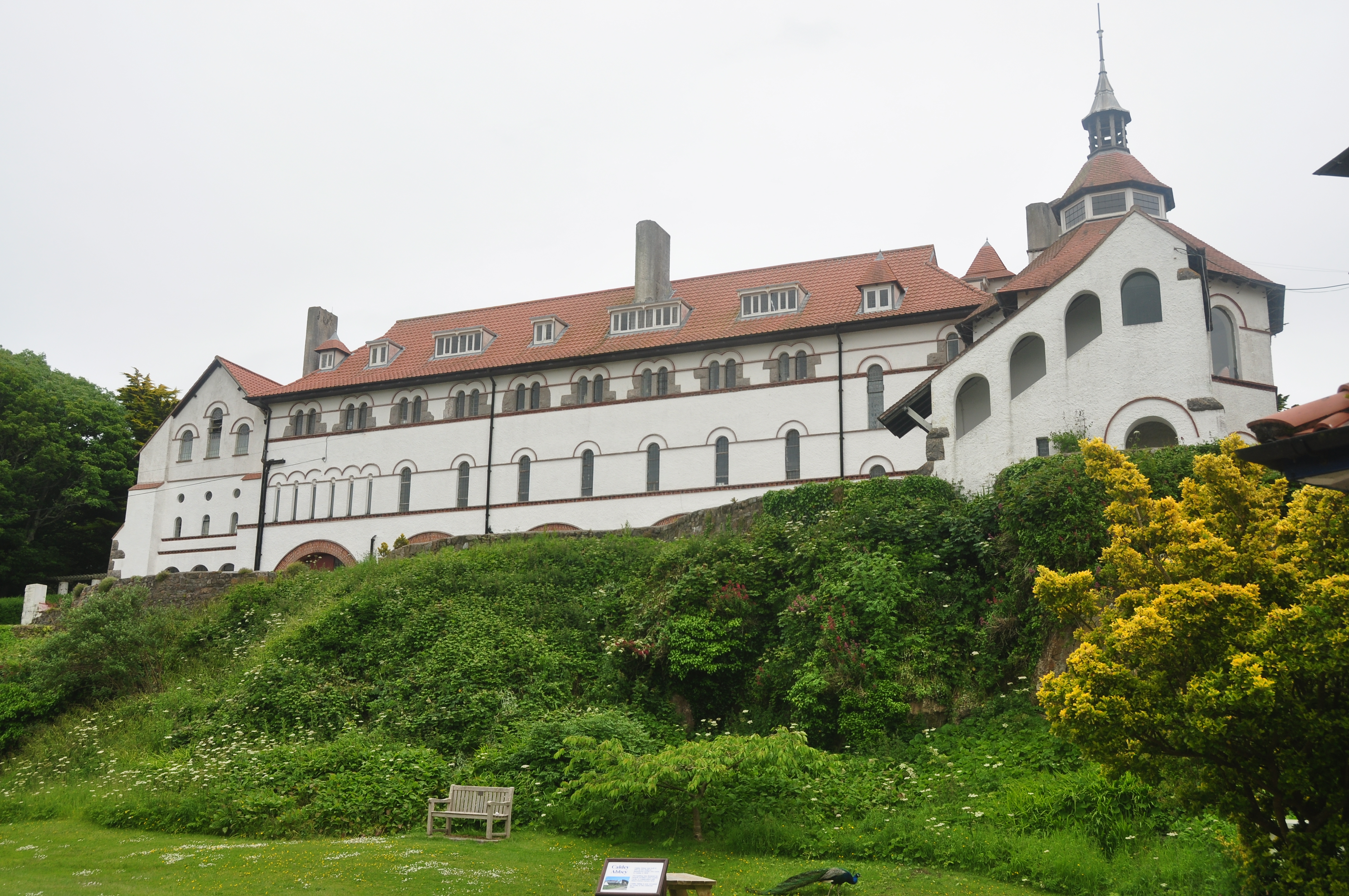
L'abbaye de Caldey.

### Personnalités liées
Sont nés à Tenby :
- le mathématicien Robert Recorde (vers 1510-1558) ;
- le peintre Augustus John (1878-1961) ;
- l'aviateur Frederick Tymms (1889-1987) ;
- l'artiste Nina Hamnett (1890-1956) ;
- l'historienne Cecil Woodham-Smith (1896-1977) ;
- le réalisateur Kenneth Griffith (1921-2006) ;
- le chef d'orchestre Grant Llewellyn (né en 1960) ;